# Nyikolaj Nyikolajevics Kazanszkij
Nyikolaj Nyikolajevics Kazanszkij (orosz nyelven: Николай Николаевич Казанский) (Leningrád, 1952. június 25. –) orosz klasszika-filológus, az ókori görög és az összehasonlító történelem indoeurópai nyelvek szakembere.

## Életpályája
Nyikolaj Kazanszkij Nyikolaj Alekszandrovics Kozirev csillagász és Tatyjana Boriszovna Kazanszkaja orosz költőnő, filológus és fordító fia, Borisz Vasziljevics Kazanszkij (1889–1962) klasszika-filológus unokája.
Kazanszkij előbb 1997-től az Orosz Tudományos Akadémia levelező tagja, majd akadémikusa, 2006-tól igazgatója. 2001 óta elnökségi tagja az Orosz Tudományos Akadémia nyelvészeti kutatásainak az Orosz Tudományos Akadémián. 2001 óta az Orosz Nyelvi Tanács tagja az Orosz Föderáció elnökénél és 2002 óta az Orosz Tudományos Akadémia Történelem-Nyelvtudományi Tanszéke irodájának tagja,
a Szentpétervári Állami Egyetem professzora és filológiai doktora. Tagja számos tudományos folyóirat szerkesztőségének is, mint például a Voproszi Jazikoznanyija, Az Vesztnyik Drevnyej Isztorii, a Jazik i Recsevaja Gyejatyelnoszty (Nyelv és a beszédtevékenység). A Nyelvtudományi Kutató Intézet által kiadott Acta Linguistica Petropolitana – Trudi Insztyituta Lingvisztyicseszkih Iszszledovanyiij folyóirat felelős szerkesztője és éves konferenciát szervez Ioszif Tronszkij professzor emlékére, akinek dokumentációját felelőssége alatt publikálja.
Nyikolaj Kazanszkij 1974-ben fejezte be tanulmányait a Leningrádi Állami Egyetemen a Klasszika-filológia Tanszékén. Arisztyid Dovatur és Alekszandr Zajcev professzoroknál tanult, indoeurópai tanulmányait Leonard Gercenberg professzornál folytatta.
Doktori disszertációja 1980-ban Drevnyije greko-anatolszkije jazikovije szvjazi na tyerritorii Maloj Azii (Pamfilijszkij gyialekt drevnyegrecseszkeva jazika), A görög és az anatóliai nyelvek kis-ázsiai nyelvi kapcsolataira összpontosult, különös tekintettel a pamphüliai nyelvjárásra. Doktori disszertációja 1990-ben az ógörög ókori történelem problémáira összpontosított (a nyelvi rekonstrukciók és a nyelvi norma problémája).
Kazanszkij professzort először az ógörög nyelv alapjai, és különösen a mükénéi nyelv és az epikus dialektus összhangja, valamint az ókori görög dialektológia és az indoeurópai eredetű nyelvi helyzet rekonstrukciója érdekli. Több mint 150 publikáció szerzője.
Felesége, Vanda az ókori görög és indoeurópai tanulmányok specialistája is.

## Főbb munkái
- Ógörög nyelvjárások (Leningrád, 1983)
- Az ókori görög elemző és módszertani szótára. Kréta-mükénéi korszak (Leningrád, 1986)
- A töredékes szöveg újjáépítésének alapelvei, (Szentpétervár, 1997)